# Marvin Akahomen
Marvin Akahomen, né le 15 juillet 2007 en Suisse, est un footballeur suisso-nigérian, qui évolue au poste de défenseur central au FC Bâle.

## Biographie

### En club
Marvin Akahomen naît le 15 juillet 2007 en Suisse. Il possède les nationalités suisse et nigériane.
Il est notamment formé par le FC Bâle. Il joue son premier match en professionnel le 30 avril 2023, lors d'une rencontre de Super League contre le FC Winterthour. Cette apparition à 15 ans 9 mois et 15 jours fait de lui le troisième plus jeune joueur de l'histoire de la ligue.
Le 14 mars 2024, Akahomen prolonge son contrat avec le FC Bâle, étant désormais lié au club jusqu'en juin 2026.
Le 7 janvier 2025, Akahomen est prêté au FC Wil jusqu'à la fin de la saison. Le 31 mars 2025 il est rappelé de son prêt par le FC Bâle.
Il remporte son premier titre en étant sacré champion de Suisse pour sa participation à la saison 2024-2025,.

### En sélection
Marvin Akahomen est retenu avec l'équipe de Suisse des moins de 17 ans pour participer au Championnat d'Europe des moins de 17 ans en 2023.

## Palmarès

### En club
FC Bâle (2)
- Champion de Super League en 2025
- Vainqueur de la Coupe de Suisse en 2025